# ファルコン (タミヤ)
ファルコンは、田宮模型（現・タミヤ）から発売された電動ラジコンバギーである。
1986年6月30日発売、キット価格は1万1000円。
当時、田宮模型の電動RCバギーには、ホットショットの構造を元に開発された上級者向けのフォックスの他に、初心者向けとして低価格で構造が簡単なグラスホッパーやホーネットが存在したが、本キットは低価格でありながら4輪独立サスペンションにオイルダンパーを標準装備した、本格的な構造のモデルとして発売された。
なお、タミヤはラジコンブームを牽引したオフロードバギーカーの復刻に精力的に取り組んでいるが、同車は2023年時点でも復刻されていない。
これはギヤボックス・リヤサスペンション周辺部品の金型をベアホーク用に改修した結果、当時と同じ形での復刻が不可能な為とされている。

## メカニズム
- ボディ：ポリカーボネート製
- シャーシ構造：ABS樹脂製バスタブモノコック構造
- モーター：マブチRS-540S付属
- サスペンション：前後ともオイル封入式ダンパー装備
  - F／ダブルウィッシュボーン
  - R／フルトレーリングアーム
- タイヤ：F/直線グルーブド中空ラバータイヤ、R/スパイクパターン中空ラバータイヤ
- 駆動方式：後輪二輪駆動

## 特徴
田宮模型の初心者向けモデルとしては初めてとなるダブルウィッシュボーンサスペンションを前輪に採用している。構造も特徴的で上下ともH型のアームを使い、ダンパーはその真ん中を貫通するというものである。対して後輪のサスペンションはマイティフロッグなどでも採用されたトレーリングアームとして構造を簡易化している。

## ネオファルコン
2007年2月にデザインをリニューアルしたネオファルコンがミニ四駆PROシリーズのNo.17として発売され、2008年2月にはデザートゲイターなどと同じDT-02シャーシを採用した1/10RCカーが発売された。

## 関連製品
- ベアホーク - ファルコンと同一のメインシャーシを使用している。